# Eskikaraağaç
Eskikaraağaç ist ein Dorf im Landkreis Karacabey der türkischen Provinz Bursa. Es liegt auf einer Landzunge, die sich von Norden in den Uluabat Gölü erstreckt. 2011 erhielt Eskikaraağaç den Titel Europäisches Storchendorf.